# روش نوین مبانی اجرای موسیقی
روش نوین مبانی اجرای موسیقی عنوان کتابی اثر موسیقیدان و آهنگساز ایرانی «شریف لطفی» است.

این کتاب ۱۹۵ صفحه شامل: مقدمه، قدردانی، نکاتی چند در مورد این کتاب، سرآغاز و ۶۵ عنوان می‌باشد. در این کتاب مباحث مربوط به «مبانی عملی موسیقی» گنجانده شده‌است. این اثر اولین بار در سال ۱۳۸۱ توسط «دانشگاه هنر تهران» منتشر و در سال ۱۳۸۲ برگزیده بیست و یکمین دوره کتاب سال گردید و به عنوان «کتاب برگزیده سال» معرفی شد.

## محتوا
در این کتاب آموزشی روش نوین آموزش «مبانی اجرای موسیقی» ارائه شده‌است که حاصل تحقیقات نگارنده کتاب از سال ۱۳۵۲ به بعد است. این کتاب بخش نخست از مجموعه «مبانی و اصول اجرای موسیقی» است که تنها به موارد گوناگون «مبانی اجرای موسیقی» یعنی سُرایش و تربیت شنوایی پرداخته‌است.

## دست‌اندرکاران
- ویراستار: غلام محمد قره چمنی
- نت نویسی کامپیوتری: چاپ اول و دوم: حمیدرضا دیباذر، چاپ سوم: مه بانو اشتری
- صفحه آرایی: فرنوش فصیحی
- طراح جلد: محبوبه گودرزی
- چاپ و صحافی: لیتوگرافی ۱۲۸